# Ester Partegàs
Ester Partegàs (La Garriga, 1972) es una artista contemporánea española multidisciplinar cuyos proyectos se centran en la crítica a la sociedad de consumo. 

## Biografía
Se licenció en 1996 en Bellas Artes con especialidad en escultura por la Universidad de Barcelona, y completó los estudios de postgrado en Hochschule der Künste, Berlín. En 1999 recibió la Beca de la Fundación Botín de España, que patrocinó su residencia de nueve meses en el International Studio and Curatorial Program de Nueva York (ISCP). También ha recibido la beca de la Fundación Joan Mitchell y la del Museo de Bellas Artes de Virginia, entre otras.

## Estilo artístico
Con una clara vocación escultórica, su obra se formaliza en diferentes formatos, muchas veces combinados, como la instalación, el vídeo, la pintura, la fotografía o trabajos murales sobre pared. Desde sus inicios ha desarrollado un conjunto de obras que se refieren a la sociedad de consumo y al espacio urbano. Ha denunciado y sigue reflexionando sobre los efectos perversos del consumismo, la pérdida de identidad o la deshumanización que comporta la vida urbana. En todo su trabajo existe una crítica directa a la opulencia del capitalismo ya las consecuencias de su despliegue, tanto a nivel de colectivo como individual.

## Obra
Su trabajo ha sido expuesto internacionalmente, incluyendo galerías como el Museo Aldrich de Arte Contemporáneo, Connecticut; el Museo Nacional Centro de Arte Reina Sofía, Madrid; el Museo de Arte Contemporáneo de Barcelona; la Galería NoguerasBlanchard, Madrid; en la Segunda Bienal de Moscú; el Museo de Arte Weatherspoon, Greensboro, Carolina del Norte; En el Centro de Artes Walker's Point, Milwaukee, Wisconsin; la Universidad de la Commonwealth de Virginia, Richmond, Virginia; en el Círculo Cultural de Caja Madrid, Barcelona; en el Centro de Escultura de Nueva York; en la Galería de Arte de la Universidad Rice, Houston, Texas; el Museo de Arte de Queens en Nueva York; el Museo de Arte Americano Whitney en Altria, Nueva York.
El trabajo de Partegàs forma parte de numerosas colecciones públicas, incluyendo el MOMA de Nueva York; el Dikeou Collection de Denver; la Fundación Coca-Cola en España, Madrid; el Instituto de la Juventud de Madrid, el Museo de Arte Contemporáneo Helga de Alvear de Cáceres, o la sede de Bankia en Madrid. Su trabajo también está presente en numerosas colecciones privadas de Estados Unidos y Europa. 